# Ban Biao
Ban Biao (Xiangyang, 3dC — ?, 54dC) va ser un intel·lectual xinès, pare dels historiadors Ban Gu i Ban Zhao i del general Ban Chao.
Amb la intenció de continuar les Shiji (‘Memòries històriques') de Sima Qian, va recollir materials dels seus fills per crear la Qian Han shu (‘Història dels Han anteriors').